# Riigimetsa Majandamise Keskus
Riigimetsa Majandamise Keskus, ve zkratce RMK, česky Státní lesnické centrum, je estonská státní organizace/vládní agentura spravující estonské lesy a s tím související činnosti.

## Další informace
RMK je jedinou veřejně prospěšnou institucí v Estonsku, která spadá pod Ministerstvo životního prostředí Estonska. Vznikla 1. ledna 1999 jako právní nástupce několika předchozích organizací. RMK spravuje cca 30 % celkové rozlohy Estonska a 46 % estonských lesů. Je strážcem, ochráncem, pěstitelem, vzdělavatelem a správcem lesů, rozmanitých přírodních stanovišť, biotopů a outdoorových aktivit souvisejících s estonským státem. Provozuje také prodej dřeva, mysliveckou a rybářskou činnost apod. Důležitou činností je také tvorba turistických stezek a cyklostezek. Usiluje o udržitelný rozvoj lesního hospodaření a ochranu přírody. Je držitelem různých certifikátů, např. ISO 14001, ISO 9001 aj.

## Galerie

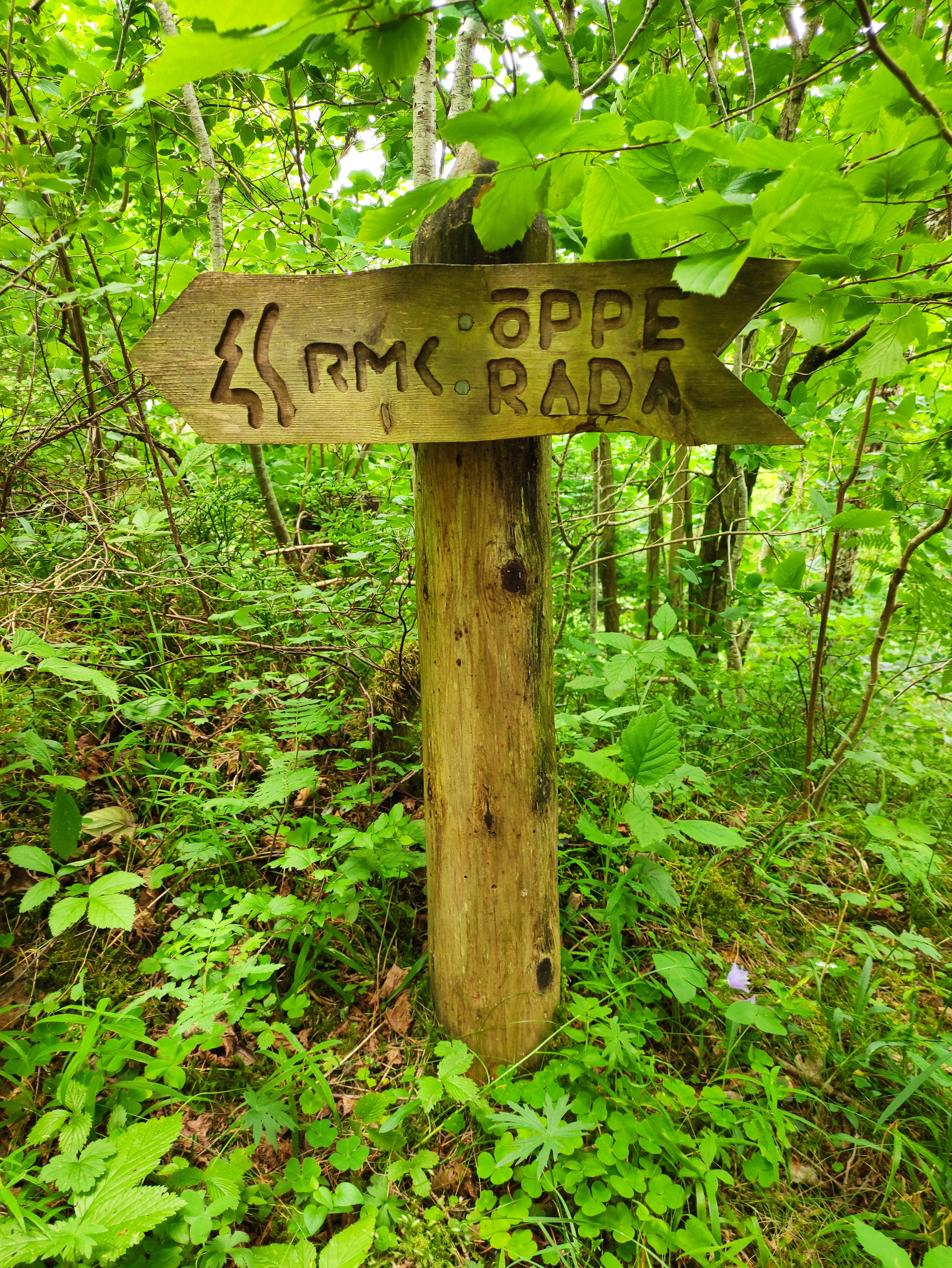